# Sakita Ran
Sakita Ran (咲田 ラン 2 tháng 4 năm 2000 –) là một nữ diễn viên khiêu dâm người Nhật Bản gốc Việt. Cô thuộc về công ti Diaz Group.

## Sự nghiệp
Cô là nữ diễn viên có bố là người Nhật và mẹ là người Việt Nam. Hành động mặc áo dài khi đóng phim khiêu dâm của cô được truyền thông Việt Nam nói là "vấy bẩn văn hóa và truyền thống Việt Nam". Điều này còn làm rất nhiều người Việt Nam cảm thấy phẫn nộ và cho rằng hãng phim đang dùng "yếu tố Việt Nam" để lối kéo khán giả. Lần đầu tiên cô quan hệ tình dục là vào năm hai trung học.
Vào ngày 19/4/2022, cô thông báo trên Twitter rằng cô sẽ rời ngành phim khiêu dâm vào ngày 22/4 cùng năm.